# NGC 4893
NGC 4893 é uma galáxia espiral (S?) localizada na direcção da constelação de Canes Venatici. Possui uma declinação de +37° 11' 38" e uma ascensão recta de 12 horas, 59 minutos e 59,6 segundos.
A galáxia NGC 4893 foi descoberta em 24 de Abril de 1865 por Heinrich Louis d'Arrest.